# Гоздейка
Гоздейка (болг. Гоздейка) — село в Болгарии. Находится в Габровской области, входит в общину Дряново. Население составляет 16 человек.

## Политическая ситуация
Гоздейка подчиняется непосредственно общине и не имеет своего кмета.
Кмет (мэр) общины Дряново — Иван Илиев Николов (независимый) по результатам выборов.